# Karl Freiherr von Paumgarten
Karl Freiherr von Paumgarten (soms ook: Paumgartten) (Wenen, 3 mei 1854 – aldaar, 29 november 1911) was een Oostenrijks componist, dirigent en architect. Voor bepaalde werken gebruikte hij het pseudoniem: Friedrich von Thul.

## Levensloop
Paumgarten studeerde architectuur in Wenen en München en behaalde zijn diploma. Daarna studeerde hij muziek. In 1899 werd hij kapelmeester van de Militaire muziekkapel van het Infanterie-Regiment nr. 60 in Eger, toen nog Erlau geheten. Ook als componist is hij bekend voor zijn operettes, die in Wenen en in Praag in première gingen. Verder componeerde hij werken voor mannenkoren, liederen en werken voor strijkorkest.

## Composities

### Werken voor orkest
- Agnes-wals uit de operette "Die Bonifaciusnacht", voor orkest
- Elfen-Gavotte, voor orkest, op. 42
- Wiegenlied. Lied ohne Worte, voor viool solo en strijkorkest, op. 45

### Muziektheater

#### Operettes
| Voltooid in | titel               | aktes   | première | libretto |
| ----------- | ------------------- | ------- | -------- | -------- |
| 1884        | Der von Humpenburg  | 2 aktes |          |          |
| 1888        | Die Bonifaciusnacht |         |          |          |
| 1897        | Der Sergeant        |         |          | J. Horst |
| 1911        | Die Mumien          |         |          | J. Horst |

### Werken voor koor
- 1887 Da Hahnabua: "I war weid und broad wol", voor vierstemmig mannenkoor

### Vocale muziek
- Frühlingslied: "O goldene, herrliche Frühlingszeit", voor hoge zangstem en piano, op. 8
- Der Asra: "Täglich ging die wunderschöne Sultanstochter", voor zangstem en piano, op. 29
- Mein schwarzes Haserl: "Ich fand im grünen Graserl", voor hoge zangstem (op lage zangstem) en piano, op. 46
- Das war ich: "Herr Robert war ein feiner Herr", Polka française voor hoge zangstem en piano, op. 94
- Das Reh: "Ich weiss nicht, warum ich ganz anders jetzt bin", voor zangstem en piano, op. 95

### Werken voor piano
- 1887 Wiegenlied. Lied ohne Worte, op. 45
- 1887 Schlaf’ ein: "Hast draussen gespielt", wiegelied voor sopraan (of tenor) en piano, op. 65
- Agnes-wals naar motieven uit de operette "Die Bonifaciusnacht", voor piano
- Bonifacius-Marsch uit de operette "Die Bonifaciusnacht", voor piano
- Elfen-Gavotte, voor piano, op. 42